# منتخب إسكتلندا لسباعيات الرغبي
منتخب اسكتلندا لسباعيات الرغبي هو ممثل اسكتلندا الرسمي في المنافسات الدولية في سباعيات الرغبي .

## وصلات خارجية
- الموقع الرسمي